# Кичевски партизански одред
Кичевски народноослободилачки партизански одред „Козјак“  (називан и 2. одред Прве оперативне зоне) био је партизанска јединица у саставу Народноослободилачке војске и партизанских одреда Југославије током Другог светског рата у Југославији.

## Историјат
Формиран 25. априла 1943. године на планини Бистра  од око 40 бораца бившег Крушевског одреда Питу Гули из кичевског краја и Дебараца. Носио је назив НОП Козјак. Одред се на планини Лопушник 21. маја 1943. накратко спојио са Кичевско-мавровским партизанским одредом У јулу и августу 1943. дејствовао је на подручју Кичева и Дебараца, нападајући италијанске карабињерске станице и мања упоришта, железничке станице и саобраћај на комуникацији Кичево—Струга,вршио диверзије на телефонско-телеграфским линијама; ноћу 1/2. августа, на дан 40-годишњице Илинденског устанка, извршио је изненадни упад у Крушево, у којем је водио краћу, али оштру борбу са надмоћнијим бугарским јединицама, па се потом повукао. Одред је спречио да бугарски окупатор одржи припремљену манифестацију поводом Илинденског устанка за своје великобугарске циљеве. После каплтулације Италије учествовао је у борбама за ослобођење Кичева 11. септембра, а затим је 12. септембра код села Бигор Доленаца, на албанско-бугарској демаркационој линији, одбио напад око 200 бугарских војника који су намеравали да заузму Кичево. Делатност овог одреда била је највећим делом патролирање, а поједини припадници одреда су обављали курирске послове или су пратили партијске руководиоце и војсковође. Одред је осудио бугарске квислинге, градоначелнике Иванчишта и Малкоец, на смрт. Из делатности овог одреда познато је да је успео да разоружа осам италијанских граничара на путу Кладник-Карбуница. Одред је ушао у састав Кичевког (другог) батаљона 23. септембра 1943.